# Bulbophyllum blephariglossum
Bulbophyllum blephariglossum là một loài phong lan thuộc chi Bulbophyllum.